# Free&Easy
「Free & Easy」（フリー・アンド・イージー）は、日本の歌手・浜崎あゆみの26thシングル。2002年4月24日にavex traxより発売。

## 解説
前作「Daybreak」より約1か月半振りのリリースとなった本作は、浜崎あゆみの初のCCCD。CCCDでオリコンシングルチャート1位を獲得した初の作品であり、オリコンシングルチャート通算800作目の第1位獲得作品でもある。初回盤CDのみ、ピクチャーレーベル仕様であった。
初登場1位、累計売上48.7万枚。
雑誌『Free & Easy』とのコラボレーション作品であり、同雑誌の2002年5月号別冊『浜崎共和国』と同日発売。ジャケットやミュージック・ビデオはジャンヌ・ダルクがモチーフとなっている。
本作以降、シングルに表題曲や過去の楽曲のリミックスバージョンが多数収録されるという傾向は無くなった。
この曲でHΛLが第44回日本レコード大賞の編曲賞を受賞した。

## 収録曲
全曲作詞：ayumi hamasaki
1. Free & Easy "Original Mix" [4:59]
作曲：CREA + D・A・I / 編曲：HΛL
Panasonic MDステレオシステム「PM57MD」CMソング
2. Naturally "dolly remix" [5:08]
Remixed by CMJK
コーセー「VISÉE（ヴィセ） ドーリーメイク編」TV-CFソング
3. still alone "Warp Brothers Extended Mix" [7:27]
Remixed by Warp Brothers
4. Free & Easy "Original Mix -Instrumental-" [4:59]

## 収録アルバム
- Free & Easy
  - 『RAINBOW』
  - 『A BEST 2 -BLACK-』
  - 『A COMPLETE 〜ALL SINGLES〜』
- still alone "Warp Brothers Extended Mix"
  - 『ayu-mi-x 4 + selection Non-Stop Mega Mix Version』(Warp Brothers Single Mix)

## 収録ライブ映像
- Free & Easy
  - 『ayumi hamasaki ARENA TOUR 2002 A』
    - 『ayumi hamasaki BEST LIVE BOX A』(A BEST 2 -BLACK- TRACK LIST LIVE)

  - 『ayumi hamasaki STADIUM TOUR 2002 A』
  - 『ayumi hamasaki COUNTDOWN LIVE 2002-2003 A』(ayumi hamasaki COMPLETE LIVE BOX A)
  - 『ayumi hamasaki BEST of COUNTDOWN LIVE 2006-2007 A』(A BEST 2 -WHITE-)
    - 『A 50 SINGLES 〜LIVE SELECTION〜』

  - 『ayumi hamasaki COUNTDOWN LIVE 2010-2011 A 〜do it again〜』
  - 『ayumi hamasaki COUNTDOWN LIVE 2013-2014 A』
  - 『ayumi hamasaki ASIA TOUR 〜24th Anniversary special@PIA ARENA MM〜』